# 43e méridien est
En géographie, le 43e méridien est est le méridien joignant les points de la surface de la Terre dont la longitude est égale à 43° est.

## Géographie

### Dimensions
Comme tous les autres méridiens, la longueur du 43e méridien correspond à une demi-circonférence terrestre, soit 20 003,932 km. Au niveau de l'équateur, il est distant du méridien de Greenwich de 4 787 km,.
Avec le 137e méridien ouest, il forme un grand cercle passant par les pôles géographiques terrestres.

### Régions traversées
En commençant par le pôle Nord et descendant vers le sud au pôle Sud, Le 43e méridien est passe par:
| Coordonnées          | Pays, territoire ou mer | Notes |
| -------------------- | ----------------------- | --- |
| 90° 00′ N, 43° 00′ E | Océan Arctique          | |
| 80° 32′ N, 43° 00′ E | Mer de Barents          | |
| 68° 37′ N, 43° 00′ E | Mer Blanche             | |
| 66° 24′ N, 43° 00′ E | Russie                  | |
| 43° 06′ N, 43° 00′ E | Géorgie                 | |
| 41° 24′ N, 43° 00′ E | Turquie                 | Passe par le Lac Van |
| 37° 20′ N, 43° 00′ E | Irak                    | |
| 30° 28′ N, 43° 00′ E | Arabie saoudite         | |
| 16° 31′ N, 43° 00′ E | Yémen                   | |
| 14° 23′ N, 43° 00′ E | Mer Rouge               | |
| 12° 53′ N, 43° 00′ E | Érythrée                | |
| 12° 39′ N, 43° 00′ E | Djibouti                | |
| 11° 48′ N, 43° 00′ E | Golfe de Tadjourah      | |
| 11° 35′ N, 43° 00′ E | Djibouti                | |
| 11° 03′ N, 43° 00′ E | Somalie                 | Somaliland |
| 10° 06′ N, 43° 00′ E | Éthiopie                | |
| 4° 27′ N, 43° 00′ E  | Somalie                 | |
| 0° 07′ N, 43° 00′ E  | Océan Indien            | Passe juste à l'ouest de l'île Grande Comore, Comores Passe juste à l'est de l'île Juan de Nova, Terres australes et antarctiques françaises Passe juste à l'ouest de la côte de Madagascar |
| 60° 00′ S, 43° 00′ E | Océan Austral           | |
| 68° 04′ S, 43° 00′ E | Antarctique             | Terre de la Reine-Maud, revendiquée par la Norvège |